# Tokarenje
Tokarenje je postupak obrade metala skidanjem čestica kojim se proizvode obratci rotacijskih površina (valjkasti proizvodi). Izvodi se na alatnim strojevima tokarilicama. Obradak obavlja glavno gibanje, dok alat obavlja posmično, pripremno i dostavna gibanja. Površine nakon obrade skidanjem čestica, ma kako ona bila fina i precizna, nisu savršeno glatke. Mikroskopski gledano one su hrapave i pune neravnina raznih oblika, veličina i smjerova.
Prema postupcima tokarenja potrebno je koristiti odgovarajuće tokarske noževe. Tokarski nož se razvijao tijekom dugog razdoblja i stalno se usavršava. Danas se za izradu tokarskih noževa koriste brzorezni čelik, tvrdi metal, kermet, keramika, CBN, umjetni dijamant i drugi materijali.
Strugotina je odsječeni dio materijala koji može prema strukturi imati tri oblika: lomljena (mrvičasta) strugotina, nasječena (rezana) strugotina i tekuća (trakasta) strugotina. Neki oblici strugotine su povoljni u proizvodnji, dok drugi otežavaju rad te ih je dobro tijekom obrade usitnjavati ili lomiti. Dodavanje lomila strugotine na nož je još jedan način produljenja trajanja noža (osim optimalnih kutova noževa, kutova postavljanja noževa, zaobljenja vrha noža i ubrušivanja faze noža).

## Vrste tokarenja
Tokarenje se može podijeliti na više načina: prema obliku tokarene površine, prema položaju tokarene površine, prema kinematici gibanja noža, prema kvaliteti obrađene površine.

### Tokarenje prema obliku tokarene površine
Prema obliku tokarene površine tokarenje se može podijeliti na:
- uzdužno tokarenje (okruglo, aksijalno): posmično gibanje je u smjeru osi rotacije;
- poprečno ili plansko tokarenje: posmično gibanje je okomito na smjer osi rotacije;
- stožasto ili konusno tokarenje: posmično gibanje je pod nekim kutom u odnosu na os rotacije;
- profilno tokarenje: koriste se profilni noževi i posmično gibanje je pod nekim kutom na os rotacije. Kod profilnog tokarenja pravac ulaza noža može se mijenjati od paralelnog s osi rotacije do okomitog na os rotacije, ali se tijekom obrade ne mijenja;
- kopirno tokarenje: posmično gibanje je u obliku krivulje u odnosu na os rotacije. Nož putuje po krivulji koju određuje ticalo kopirnog uređaja putujući po modelu (šabloni);
- tokarenje navoja: posmično gibanje je u smjeru osi rotacije i definirano je korakom navoja;
- neokruglo tokarenje: posmično i dostavno gibanje su u međusobnoj ovisnosti o glavnom gibanju.

### Tokarenje prema položaju tokarene površine
Prema položaju tokarene površine tokarenje može biti vanjsko tokarenje i unutarnje tokarenje.

### Tokarenje prema kinematici gibanja noža
Prema kinematici gibanja noža tokarenje može biti: uzdužno tokarenje (aksijalno), poprečno tokarenje (radijalno) i istovremeno uzdužno i poprečno tokarenje (konusi, krivulje).

### Tokarenje prema kvaliteti obrađene površine
Prema kvaliteti obrađene površine tokarenje može biti: grubo tokarenje, polugrubo tokarenje (završno, čisto) i fino tokarenje. Tokarenjem se postižu obrade u kvaliteti od N4 do N12.

## Tokarski nož
Prema postupcima tokarenja potrebno je koristiti odgovarajuće tokarske noževe. Tokarski nož se razvijao tijekom dugog razdoblja i stalno se usavršava. Danas se za izradu tokarskih noževa koriste brzorezni čelik, tvrdi metal, kermet, keramika, CBN, umjetni dijamant i drugi materijali. Tokarske noževe je moguće podijeliti na nekoliko načina: prema vrsti obrade, prema položaju tokarenja, prema orijentaciji vrha alata, noževi za utore i odrezivanje, noževi za navoje, profilni noževi.

### Tokarski noževi prema vrsti obrade
Prema vrsti obrade tokarske noževe je moguće podijeliti na: noževi za grubu obradu, noževi za polugrubu (čistu) obradu i noževi za finu obradu.

### Tokarski noževi prema položaju tokarenja
Prema položaju tokarenja tokarske noževe je moguće podijeliti na: noževi za vanjsko tokarenje i noževi za unutarnje tokarenje.

### Tokarski noževi prema orijentaciji vrha alata
Prema orijentaciji vrha alata tokarske noževe je moguće podijeliti na: lijevi tokarski nož, neutralni tokarski nož i desni tokarski nož. Na gornju površinu noža se položi dlan ruke. Kad se pravac vrha nože i palca ruke poklope određen je smjer ili orijentacija noža.

### Tokarski noževi za utore i odrezivanje
Tokarski noževi za utore i odrezivanje mogu biti: noževi za odrezivanje, noževi za vanjsko dubljenje, noževi za unutarnje dubljenje, nož za čeono dubljenje, noževi za unutarnje i vanjsko podrezivanje, noževi za unutarnje i vanjsko profiliranje. 

### Noževi za navoje
Noževi za navoje mogu biti: noževi za vanjske navoje i noževi za unutarnje navoje.

### Profilni noževi
Profilni noževi kod tokarenja imaju samo jedno gibanje: poprečno (radijalno) ili uzdužno (aksijalno) do određene dubine, te povratno. Mogu biti ravni ili okrugli profilni noževi.

## Parametri obrade tokarenjem
Kod tokarenja potrebno je odrediti :
- vrstu obrade,
- dubinu rezanja,
- glavnu brzinu tokarenja (broj okretaja),
- posmak.

Brzina rezanja vc je brzina kojom se alat giba kroz neki materijal. Ona je svojstvena za određeni materijal i za određeni nož; ovisi o materijalu alata, dubini rezanja ap, snazi alatnog stroja, stanju obrađene površine (hrapavosti). Kod tokarenja glavnu brzinu rezanja ima obradak. Mjeri se u m/min, odnosno kod tokarenja se preračunava u n = broj okretaja u minuti:
{\displaystyle n={\frac {v_{c}}{D\cdot \pi }}\ }
gdje je: D – promjer obratka. 
Posmak f je relativno gibanje alata prema obratku. Okomit je na glavnu brzinu rezanja vc. Ovisi o vrsti materijala obratka, dubini rezanja, stanju površine (hrapavosti), suhom ili hlađenom tokarenju, alatu. Kod tokarenja posmak obavlja alat. Mjeri se u mm/o (milimetrima po okretaju glavnog radnog vretena, odnosno obratka).
Dostavno gibanje je gibanje alata u materijal i ono daje dubinu rezanja ap. Ovisi o vrsti obrade, alatu, hlađenju, snazi stroja. Kod tokarenja dostavno gibanje obavlja alat. Određuje se dubinom reza ap (mm), a brzina odgovara brzini posmaka. Prazni hod, povratno gibanje, mrtvi hod, to su nazivi gibanja pri povratku noža u ponovno pozicioniranje za novi rez. Vrsta obrade se određuje prema hrapavosti površine i kod tokarenje se najčešće koriste pojmovi grubo tokarenje, čisto ili polugrubo tokarenje i fino tokarenje.

### Strugotina
Strugotina je odsječeni dio materijala koji može prema strukturi imati tri oblika: lomljena (mrvičasta) strugotina, nasječena (rezana) strugotina i tekuća (trakasta) strugotina. Neki oblici strugotine su povoljni u proizvodnji, dok drugi otežavaju rad, te ih je dobro tijekom obrade usitnjavati ili lomiti. Dodavanje lomila strugotine na nož je još jedan način produljenja trajanja noža (osim optimalnih kutova noževa, kutova postavljanja noževa, zaobljenja vrha noža i ubrušivanja faze noža).
Četiri osnovna oblika lomila strugotine:
- Izvedba s ubrušenom stepenicom i to je najčešće upotrebljavani oblik lomila srtugotine. Ovaj oblik prisiljava strugotinu da se savija na stranu i time ostavlja slobodnu oštricu noža. Ovisno o kutu, polumjeru, dubini i širini stepenice određuju se parametri tokerenja;
- Izvedba s ubrušenim žlijebom. Plitki žlijeb (dubina 0,12 – 0,25 mm, širina 1,6 – 3,2 mm) se ubrusi paralelno s oštricom noža i završava ispred vrha noža;
- Izvedba s negativnim bočnim kutom. Negativnim bočnim kutom od 3º do 5º moguće je dobro kontrolirati odvođenje strugotine;
- Mehaničko lomilo strugotine se koristi kod velikih alata.

## Tokarilice
Tokarilice su alatni strojevi za obradu odvajanjem čestica, pomoću kojih se rezanjem obrađuju i izrađuju dijelovi rotacionog oblika. Tokarilice se dijela: jednostavne tokarilice, univerzalne tokarilice, kopirne tokarilice, planske tokarilice, karusel tokarilice, revolverske tokarilice, CNC tokarilice.

### Jednostavna tokarilica
Suport služi samo kao držač alata i nije predviđen posmak (samo ručni). Broj okretanja glavnog vretena određuje se remenskim prijenosom, prebacivanjem remena.

### Univerzalna tokarilica
Univerzalna tokarilica ima elektromotorni pogon (trofazni asinkroni kavezni elektromotor). Glavni prigon je spojen na glavno radno vreteno, na kojem se nalazi centrirajuća stezna glava (amerikaner). Iz dva posmična prigona izlaze navojno vreteno za tokarenje navoja i posmično (glatko) vreteno. Oba prolaze kroz suport. Navojno vreteno se spaja preko dvodjelne (rasklopne) matice i osigurava posmak suporta koji odgovara koraku tokarenog navoja. Posmično vreteno se u suportu spaja preko padnog puža, mehanizma koji omogućava uzdužni i/ili poprečni posmak kod tokarenja. Na suportu se nalazi držač noža u koji se upinju tokarski noževi. Suport klizi po vodilicama koje se nalaze na krevetu tokarilice. Na vodilice se može ugraditi i lineta, kojom se centriraju duža i tanja vratila, kao bi se izbjegao mogući progib i velike vibracije tijekom tokarenja. Konjic na kraju tokarilice služi za centriranje duljih predmeta zbog što točnije obrade. Na njima se osim operacija tokarenja (unutarnjeg i vanjskog obodnog tokarenja, konusnog tokarenja, planskog tokarenja, urezivanja i odrezivanja, profilnog i kruvuljnog tokarenja), mogu se izvoditi operacije bušenja, upuštanja, razvrtanja, rezanja unutrašnjih i vanjskih navoja, ljuštenja, vrtloženja, iztokarivanja. 

### Kopirni tokarski stroj
Kopirna tokarilica obrađuje samo pomoću kopirnog uređaja. Na tokarilici se nalazi model (šablona) po kojoj klizi ticalo. Ticalo je povezano s alatom koji kopira položaj ticala. Alat je jednostavni tokarski nož masivnih dimenzija. Nalazi se u držaču alata koji je na suportu. Suport je smješten pod kutom u odnosu na os rotacije, kako bi se mogli kopirati i stepenasti oblici. Sistemi za kopiranje su: mehanički, električni, hidraulični, kombinirani (npr. elektrohidraulični).

### Planska tokarilica
Planska tokarilica služi za izradu obradaka velikih dimenzija. Izradak se upinje u plansku ploču. Može se poduprijeti konjićem. Planske tokarilice imaju dimenzije planske ploče od 1000 do 4000 mm. 

### Karusel tokarilica
Karusel tokarilica ima vodoravno položenu steznu ploču za prihvat izratka. Postoje karusel tokarilice s jednim ili dva vertikalna stupa za okomito pomicanje grede. Po vodoravnoj gredi se kreću jedan (kod jednostupne) ili dva suporta (kod dvostupne). Promjeri tokarenja kod jednostupnih su od 630 do 1500 mm, dok su kod dvostupnih od 1500 do 25 000 mm.

### Revolverska tokarilica
Revolverska tokarilica služi u serijskoj proizvodnji za kompletnu obradu izratka u jednom zahvatu. Naziv su dobile po osebujnom nosaču alata: revolverskoj glavi. Revolverska glava može prihvatiti veći broja alata, koji u jednom zahvatu izvrše sve potrebne operacije obrade. Pri tome se pojedini rezni alati ili slogovi alata uključuju jedan za drugim u obradu. Danas se sve više zamjenjuju CNC tokarilicama.

### CNC tokarilica
CNC tokarilica (engl. Computer Numerical Control) ili brojčano upravljani alatni stroj danas je sve više u upotrebi. Strojevi imaju jednu ili dvije stezne glave (amerikanera), jedan ili dva suporta s revolverskom glavom. Alati mogu biti bez ili s pogonom, te se tokarilice pretvaraju u obradne centre. Jednostavnim programiranjem moguće je proizvoditi složene predmete. Također je moguće CAD-CAM tehnologijom upotrijebiti programske naredbe iz 3D crteža.